# Gare de Vienne-Praterstern
La gare de Praterstern, anciennement Nordbahnhof, est une gare ferroviaire située au nord de Vienne en Autriche.
Elle dessert en particulier la Nordbahn qui relie Vienne à Břeclav (Moravie, République tchèque), premier réseau ferré de l'empire d'Autriche.

## Histoire
La gare d'origine a été ouverte le 6 janvier 1838, et a été rapidement agrandie. Elle a été endommagée pendant la Seconde Guerre mondiale, puis démolie en 1965, la nouvelle gare ayant été reconstruite à Praterstern en 1959 sous le nom de Bahnhof Praterstern. Elle a été renommée Wien Nord en 1975, puis Wien Praterstern en 2006.

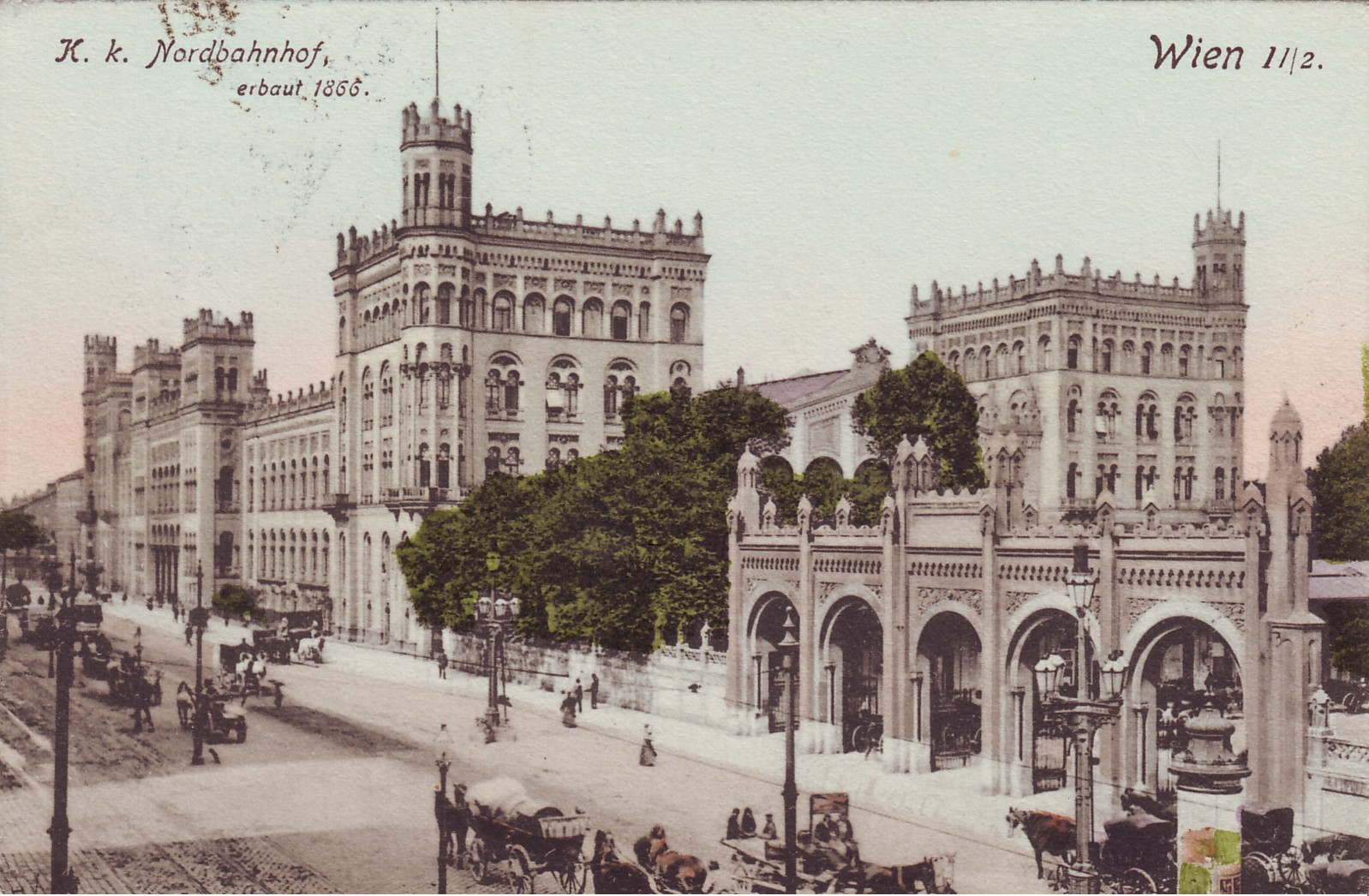
La gare Wien-Nordbahnhof en 1908

### Desserte

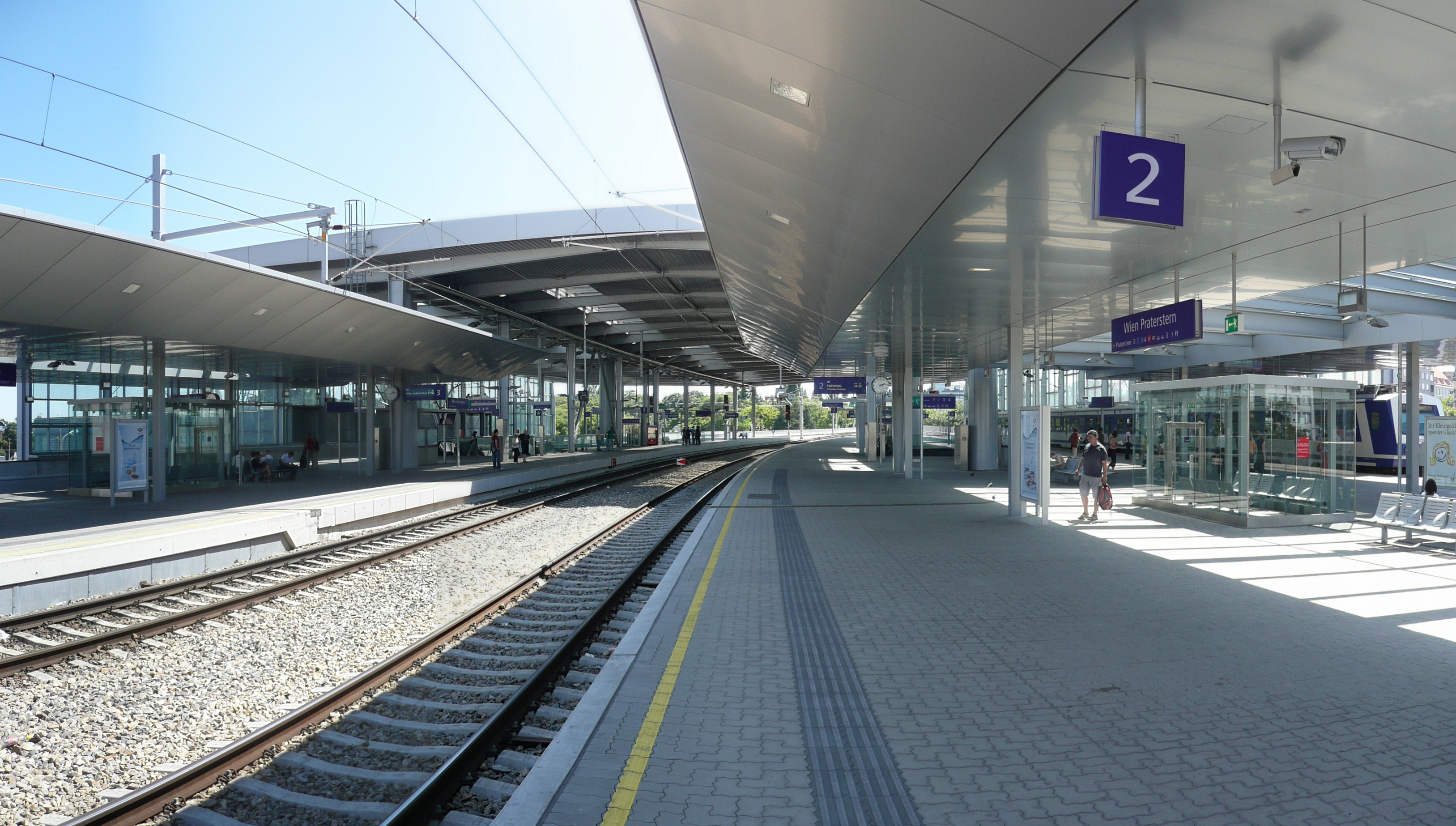
Quai de la gare en 2008.